# Phillip Glasser
Phillip Glasser (Los Angeles, 4 ottobre 1978) è un attore e produttore cinematografico statunitense.
Egli è maggiormente conosciuto per il ruolo di Fievel Mousekewitz nei film di animazione statunitensi, Fievel sbarca in America e Fievel conquista il West, e le serie televisive Le avventure di Fievel.
Spesso fa il doppiatore ed è inoltre inizialmente apparso in Star Trek: Insurrection come il giovane Ru'afo, comunque, le sue scene sono state subito eliminate.
Verso la fine degli anni novanta interpretò il ruolo di Eugene nella commedia di NBC, Hang Time. Philip Glasser continua a lavorare attualmente come produttore di film. La sua prima coproduzione è stata Kickin' It Old Skool.
È sposato dal 2000 con l'attrice Elise Shirley.

## Filmografia parziale

### Attore
- Gli amici di papà - serie TV, 1 episodio (1989)
- Sabrina, vita da strega - serie TV, 2 episodi (1996)
- Fallen Arches (1998)
- Poolhall Junkies (2002)
- Wild - Agguato sulle montagne (2002)

### Doppiatore
- Fievel sbarca in America (1986)
- Piccola peste (1990)
- Fievel conquista il West (1991)
- Bambini impossibili (1992)
- Le avventure di Fievel - serie TV, 13 episodi (1992)
- Le avventure di Stanley (1994)

### Produttore
- A Resurrection, regia di Matt Orlando (2013)
- Nonno questa volta è guerra (The War with Grandpa), regia di Tim Hill (2020)

## Doppiatori italiani
- Alessandro Tiberi in Fievel sbarca in America
- Simone Crisari in Fievel conquista il West